# Gamla varvsbolaget i Åbo

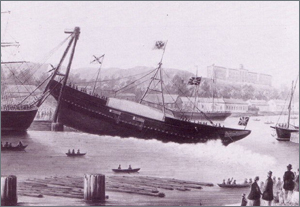
Sjösättning i Aura å av den ryska flottans ångfregatt Rurik i oktober 1851 på. Fartyg hade en ångmaskin, som tillverkades av Ericsson och Cowies Mekaniska Verkstad.

Gamla varvsbolaget i Åbo grundades av Robert Fithie och inledde sin verksamhet senhösten 1741 på Aura ås västra strand i Åbo. Varvet fortlevde under olika namn och heter nu Meyer Werft Turku Oy.

## Historik

### Förutsättningar
Under tiden fram till Stora nordiska kriget sköttes den svenska utrikeshandeln av handelskompanierna och av utlänningar, främst holländare. Produktplakatet av år 1724 begränsade utlänningarnas roll och uppmuntrade borgerskapet i de svenska städerna att skaffa sig egna skepp lämpade för fjärrhandel. Samma år beviljades också tullfrihet för fartyg om minst 50 läster. Till en början byggdes åbofartygen på landsbygden men år 1732 startade ett litet reparationsvarv i Åbo. De goda konjunkturerna i fjärrhandeln i slutet av 1730-talet förmådde tre köpmän i Åbo, bland dem Esaias Wechter, att grunda ett större varv och kallade in engelsmannen Robert Fithie som skeppsbyggmästare. Tre fartyg byggdes på varvet men utvecklingen avbröts av Hattarnas ryska krig och schismer inom ledningen. Varvet lades ned 1742.
Varvsrörelsen i Åbo var under träfartygens tid inte en så naturlig verksamhet som man kunde anta. Man var hela tiden beroende av att få dugliga timmermän från Österbotten som inte var villiga att bosätta sig i staden. Nybyggen kunde alltid genomföras på annat håll, men i Åbo var man beroende av att ha arbetskraft som kunde sköta reparationerna. På varven i Åbo byggdes fartyg av furu. I skärgården utanför staden fanns klenare virke att tillgå men det grova skeppstimret måste hämtas långt ifrån. Ekvirke togs från södra Sverige eller Baltikum och hampa för repslageriets behov hämtades från Riga. Järn och spik hämtades länge från Sverige innan de finska bruken kunde leverera sådant. Segelduk var också importvara, men i Åbo verkade åren 1781–1862 en buldansfabrik, vilket underlättade anskaffningen. Mycket material återanvändes också från ur bruk tagna fartyg.

### Fithies varv
Robert Fithie fick burskap i Åbo år 1741. Samma år anlade han ett eget varv på västra sidan av Aura å med en stapelbädd, virkesförråd och repslageri. På Beckholmen anvisades han av staden en plats för en bråbänk där fartygens bottenarbeten kunde utföras och för ett förråd. Varvet hann knappt komma igång förrän det sattes att bygga galärer för den ryska ockupationsmakten. Trots att arbetarna var ovilliga och att flera av dem rymde lyckades varvet bygga sex galärer för den ryska flottan. Efter kriget sysslade varvet mest med reparationsarbeten men en vändning kom omkring 1747. Då beviljades Fithie privilegium för sitt varv och det första nybygget hade sjösatts redan året innan. Varvet utvecklades i rask takt under hela 1750-talet och blev känt för sina förstklassiga byggen. Beställningar på nybyggda fartyg kom också från andra orter. En vändningen nedåt kom på 1760-talet, först genom Sjuårskrigets slut 1763, som också fick konjunkturerna att svänga nedåt. År 1764 insjuknade Fithie och han överlät varvet till sin son Carl Gustaf. År 1766 frisläpptes seglationen för handelsfartyg norr om Stockholm och ett nytt varv för mindre fartygsbyggen grundades i Åbo 1768. Konjunkturerna svängde igen uppåt på 1770-talet och sjöfartskonjunkturerna var bättre än någonsin på 1700-talet under det Amerikanska frihetskriget. Fithies varv blomstrade men fick 1782 en ny konkurrent i köpmannen Joseph Bremers varv på östra sidan om Aura å. Sommaren 1782 avled Carl Gustaf Fithie och hans änka sålde varvet samma år.

### Gamla varvet
Konsortiet som köpte Fithies varv bestod av redare och förmögna köpmän i Åbo. Ännu under några år räckte uppdragen att bygga fartyg till för alla tre varven i Åbo. Konkurrensen var dock hård om uppdrag, arbetskraft och virke. Byggandet av större fartyg med full tullfrihet tog slut år 1782 och i stället infördes tullfrihet för kravellbyggda fartyg. De senare kunde byggas mindre samtidigt som det amerikanska frihetskrigets slut 1783 minskade efterfrågan på storfrakter på Atlanten. Åboborgarna nöjde sig därför med mindre fartyg och kortare frakter samtidigt som konjunkturerna i sjöfarten blev allt sämre. Under Gustaf III:s ryska krig 1788–1790 gjordes på gamla varvet en del reparations- och ombyggnadsarbeten för kronans räkning. Gamla skutor skulle inredas till transportfartyg. Intensifieringen av de franska revolutionskrigen i mitten av 1790-talet berörde främst England och Nederländerna och gav skeppsbyggarna i Åbo full sysselsättning. Samtidigt lade Bremer ned sitt nya varv för att bli brukspatron på heltid. Det gamla varvets andelar köptes upp av varvets bokhållare Erik Johan Hartwall. Då hade konjunkturerna redan svängt nedåt och det faktum att de två andra varven i staden lades ned hjälpte inte mycket. Hartwall gav upp år 1800 och sålde varvet till sjökaptenen Gustaf Adolf Dammert.

### Åbo Gamla Skeppsvarvs Bolag

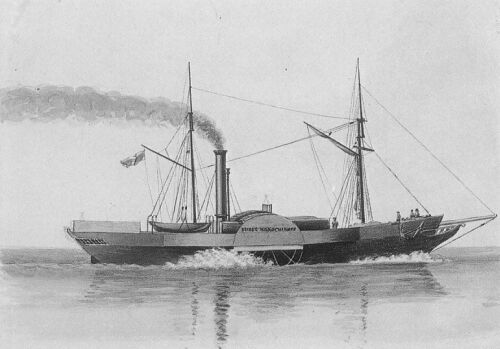
S/S Furst Menschikoff, målad 1842 av Magnus von Wright

Dammert sålde samma år varvet till ett bolag bestående av nitton borgare i staden och huvuduppgiften var att fungera som stadens reparationsvarv. Som varvets disponent anställdes sjökaptenen Petter Claesson och under hans tid inföll en av de få lönsamma perioderna för bolaget, då ryska marinen beställde så många fartyg som kunde byggas under åren 1808–1809. Då kunde varvet undantagsvis ge en utdelning till delägarna. I allmänhet måste delägarna betala in olika belopp för att hålla varvet i gång. De var också tvungna att överta de få nybyggen som varvet hann med och som inte var beställda av någon annan. Varvsrörelsen lyckades ändå hålla kvar det fåtal skeppstimmermän som absolut behövdes i staden. Först år 1833 lyckades man få en beställning av ryska staten på en reparation av ett linjeskepp och den beställningen följdes av många fler. Vid samma tid försäkrades varvsanläggningen. Man började också reparera varvets byggnader och uppföra nya för att klara av arbetet. Den första ångbåten som byggdes vid varvet, hjulångaren Furst Menschikoff, sjösattes år 1836 för Åbo Ångbåtsbolag. Varvet fick nu också beställningar av det Rysk-amerikanska kompaniet och det första nybygget för ryska marinen sjösattes år 1840. Uppsvinget gjorde att varvet måste utvidga sitt område. Ritningarna till fartygen beställdes av skeppsbyggnadsinstruktören Johannes Weilbach i Stockholm.

### Gamla Varvsbolaget i Åbo

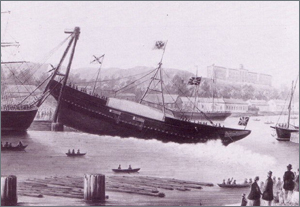
Ångfregatten Ruriks sjösättning 1851

Bolagets stadgar ändrades 1841 så att namnet ändrades, men också så att aktierna kunde säljas fritt med en viss förköpsrätt för andra ägare. Repslageribanan förlängdes 1842 med 45 alnar (ca 27 meter). Samma år byggdes en upphalningsslip för ångfartyg som drevs av ett mekaniskt gångspel från Fiskars bruk. År 1842 fick man en ny dansk skeppsbyggmästare och under hans tid fram till år 1868 fick varvet uppleva sin verkliga storhetstid. Under hans tid byggdes 20 stora skepp varav fem var ångfartyg. Av dessa var särskilt bygget 1850–1851 av ångfregatten Rurik för ryska kronan av betydelse. Ångmaskineriet på Rurik var landets dittills största och tillverkades av Ericsson & Cowies Mekaniska Verkstad i Åbo. Verkstaden anställde för detta ändamål en skotsk expert William Chrichton som maskiningenjör. Varvets enramiga såg drevs sedan 1857 av en ångmaskin. År 1864 inrättades en ny upphalningsslip efter mönster från Långholmens slip i Stockholm. Spelmaskineriet drevs av en ångmaskin inköpt från Bergsunds mekaniska verkstad.

### Åbo Skeppsvarvs Aktie-Bolag
År 1871 antogs en ny bolagsordning då varvets officiella namn blev Åbo Skeppsvarvs Aktie-Bolag. Åttio nya aktier emitterades i stället för de gamla och bland de nya ägarna fanns William Chrichton. Under 1870-talet förändrades behoven av fartyg så att varvet byggde sitt sista handelsfartyg av trä, fregatten Ägir, under åren 1876–1878. Många delägare ville sälja sina aktier och en villig köpare fanns i Chrichton, från 1878 varvets direktör och innehavare av aktiemajoriteten. På varvets anläggningar började byggen av ångfartyg av järn och stål. Från år 1879 köptes nya maskiner för bearbetning av järn och uppfördes en smedja för spantbockning. År 1882 beslöt varvets ägare att upplösa bolaget. Varvet och dess egendom, som redan hyrdes av Chrichton & Co, såldes på auktion till William Chrichton.

### Ägare
- W:m Crichton & C:o 1882–1913
- Ab Crichton 1914–1924
- Ab Crichton-Vulcan Oy 1924–1931
- Maskin och Bro 1931–1935
- Wärtsilä 1935–1987
  - Wärtsilä Crichton-Vulcan 1935-1938
  - Wärtsilä Oy 1938–1987
  - Oy Wärtsilä Ab Åbovarvet 1966–1987
- Wärtsilä Marinindustri Ab 1987–1989
- Masa-Yards 1989–1991
- Kvaerner Masa-Yards 1991–2005
- Aker Finnyards 2005–2008
- STX Finnyards 2008–2014
- Meyer-Werft 2014–